# 鏡島元隆
鏡島 元隆（かがみしま げんりゅう、1912年8月6日 - 2001年2月19日）は、日本の仏教学者。道元・曹洞禅研究を研究。駒澤大学名誉教授。
静岡県生まれ。1935年、駒澤大学仏教学科卒。1961年、「道元禅師と引用経録の研究」で駒澤大学より文学博士の学位を取得。1942年駒澤大学予科講師、1949年佛教学部助教授、54年教授、総長を務め、1993年に退任、名誉教授。

## 著書
- 『道元禅師とその門流』誠信書房、1961。オンデマンド版2007
- 『道元禅師の引用経典・語録の研究』木耳社、1965
- 『卍山・面山　日本の禅語録 18』講談社、1978
- 『正法眼蔵随聞記に学ぶ』曹洞宗宗務庁、1981
- 『天童如浄禅師の研究』春秋社、1983
- 『道元禅師とその周辺』大東出版社、1985
- 『道元禅師語録』講談社学術文庫、1990。「永平広録」の抜粋
- 『道元 正法眼蔵・永平広録　禅入門2』講談社、1994。共に抜粋
- 『道元禅師とその宗風』春秋社、1994
- 『道元禅師』春秋社、1997
- 『道元禅師全集10-13　永平広録』春秋社、1999-2000。全4巻。原文対照現代語訳[2]

## 編纂など
- 『道元禅　第1巻 伝と人物』編、誠信書房、1960、オンデマンド版2007
- 宗賾編『禅苑清規 訳註』佐藤達玄・小坂機融共著、曹洞宗宗務庁、1972
- 『道元禅師全集 第3・4巻』[3]校註、酒井得元・鈴木格禅監修、春秋社、1988。
- 『十二巻本『正法眼蔵』の諸問題』鈴木格禅共編、大蔵出版、1991
- 『独庵玄光と江戸思潮』編、ぺりかん社、1995